# مطار نانور
مطار نانور هو مطار يقع في منطقة وادي ميمون دراج بالصحراء الليبية، على بُعد حوالي 200 كيلومتر جنوب جنوب شرق مدينة طرابلس. ورغم تصنيفه كمطار مدني، تشير المعلومات المتوفرة إلى أنه يُستخدم كمهبط احتياطي للقوات الجوية الليبية، ويضم مدرجًا طويلًا، وممر تاكسي موازيًا، ومنصة لوقوف الطائرات، دون وجود مبانٍ دائمة أو حقول نفطية في المنطقة المحيطة.

## الحرب العالمية الثانية
خلال الحرب العالمية الثانية، استُخدم المهبط، الذي كان يُعرف آنذاك باسم مهبط دراج، كمهبط عسكري من قبل الفرقة 57 المقاتلة التابعة للقوات الجوية الأمريكية - سلاح الجو التاسع، وذلك خلال حملة شمال أفريقيا ضد قوات المحور. وقد استخدمت الفرقة طائرات P-40 وارهوك في المهبط بين 19 يناير و3 مارس 1943، قبل أن تتقدم مع الجيش الثامن البريطاني.
ويبدو أن المهبط الحالي قد أُقيم فوق منشآت مهبط الحرب العالمية الثانية الساب.